# Provincia di Cautín
La provincia di Cautín è una provincia della Regione dell'Araucanía nel Cile centrale. Il capoluogo è la città di Temuco.
Al censimento del 2012 possedeva una popolazione di 692.582 abitanti.

## Geografia fisica
La provincia è divisa in 21 comuni:
- Temuco, capoluogo provinciale
- Carahue
- Cholchol
- Cunco
- Curarrehue
- Freire
- Galvarino
- Gorbea
- Lautaro
- Loncoche
- Melipeuco
- Nueva Imperial
- Padre Las Casas
- Perquenco
- Pitrufquén
- Pucón
- Saavedra
- Teodoro Schmidt
- Toltén
- Vilcún
- Villarrica